# 瑙焦罗西
瑙焦罗西，是匈牙利诺格拉德州所辖的一个村。总面积40.03平方公里，总人口2110，人口密度52.7人/平方公里（2011年1月1日）。